# Petra Nieminen
Petra Nieminen, född 4 maj 1999, är en finländsk ishockeyspelare som spelar för Luleå HF/MSSK i Svenska damhockeyligan. Hon värvades till Luleå i juni 2018.
Nieminen hat två OS-bron, ett VM-silver, två VM-brons och fyra SM-guld. Sammanlagt har hon till våren 2023 spelat 168 landskaper med finska landslaget, varav 29 i VM och 13 i OS.